# برگشت دادن

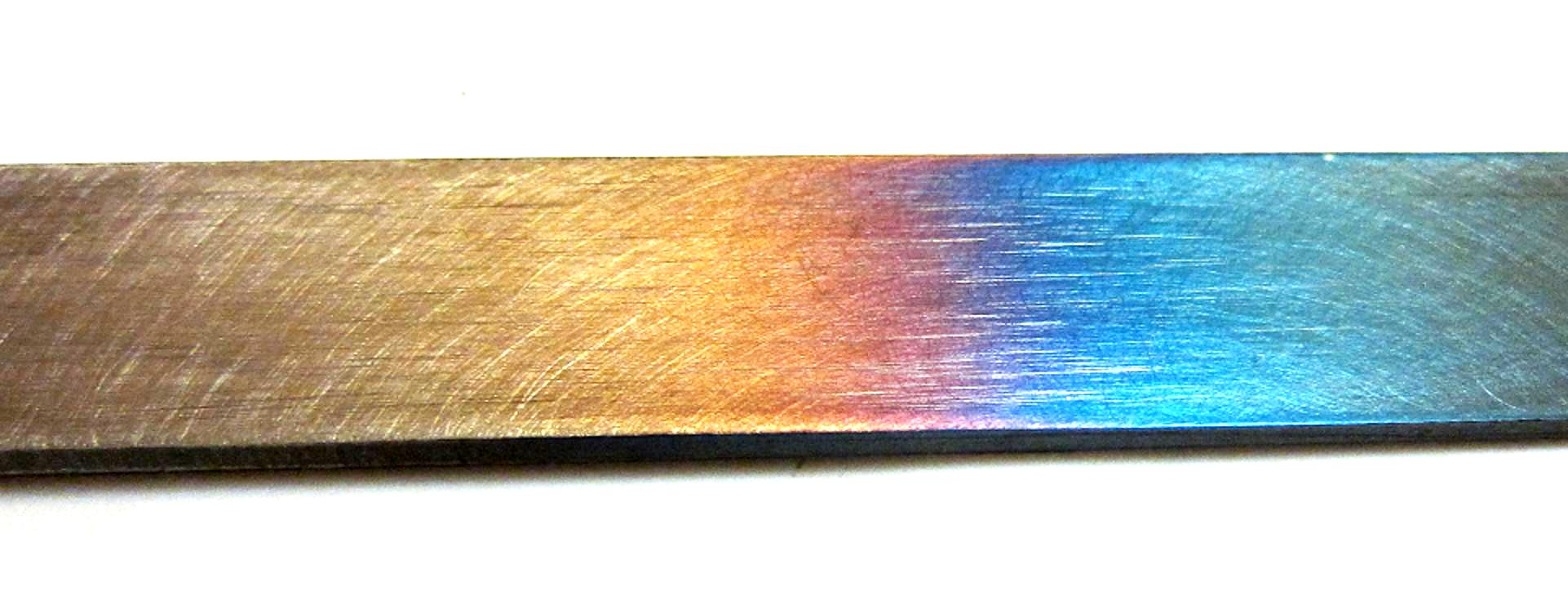
یک قطعه فولادی با تمپر موضعی. رنگ‌های مختلف نشان می‌دهند که فولاد در هر نقطه تا چه دمایی بالا رفته‌است. رنگ کاهی روشن دمای ۲۰۴ درجه سلسیوس و آبی روشن نشاندهنده دمای ۳۳۷ درجه سلسیوس است.

دماآوایی یا بازپخت یا برگشت دادن یا تمپر کردن (به انگلیسی: Tempering) یک عملیات حرارتی است که در آن فولاد سختکاری یا نرماله شده، معمولاً تا دمایی کمتر از دمای بحرانی پایین (Ac1) گرم شده و با نرخ مناسبی خنک می‌شود. این کار عمدتاً برای افزایش شکل‌پذیری و چقرمگی انجام می‌شود، اما می‌تواند با هدف افزایش اندازه دانه‌های فاز زمینه نیز انجام شود. فولادها پس از سختکاری به این دلیل توسط گرمایش مجدد تمپر می‌شوند که ترکیب خاصی از خواص مکانیکی ایجاد گردد و همچنین تنش‌های ایجاد شده از عملیات کوئنچینگ آزاد شده و پایداری ابعادی ایجاد گردد. معمولاً اگر قطعه‌ای از دمایی بالاتر از دمای بحرانی بالا کوئنچ شود آن را تمپر می‌کنند، با این حال ممکن است از این عملیات برای تنش زدایی قطعات جوشکاری شده یا آزادسازی تنش‌های القاشده توسط فرایندهایی مانند شکل‌دهی و ماشینکاری نیز انجام شود.
در یک فولاد که توسط کوئنچ کردن ریزساختاری عمدتاً مارتنزیتی در آن ایجاد شده‌است، شبکه کریستالی آهن ساختاری مکعبی مرکز-بدنی (bcc) به شدت کشیده شده دارد (مارتنزیت) و دارای اتم‌های کربن بینابینی است، و همین موضوع باعث بالا رفتن سختی فولادهای کوئنچ شده، می‌شود. در هنگام گرم شدن، اتم‌های کربن به راحتی پخش شده و در مراحل مختلفی واکنش می‌دهند تا در نهایت کاربید آهن (Fe3C) یا سایر کاربیدهای آلیاژی در یک زمینه فریتی شکل بگیرد که با گذشت زمان تنش آن کاهش می‌یابد. خواص فولاد تمپرشده در درجه اول از روی اندازه، شکل، ترکیب و توزیع کاربیدهای تشکیل شده، تعیین می‌شود، البته سختکاری محلول-جامد فریت نیز سهم نسبتاً کمی در خواص فولاد تمپر شده دارد. این تغییرات در میکروساختار باعث کاهش سختی، استحکام تسلیم و استحکام نهایی شده، اما چقرمگی و شکل‌پذیری را افزایش می‌دهد.
در شرایط خاصی، سختی ممکن است تحت تأثیر تمپرینگ قرار نگیرد یا حتی ممکن است در اثر آن افزایش یابد. به عنوان مثال، تمپرکردن یک فولاد سخت شده در دمای تمپرینگ بسیار پایین ممکن است تغییری در سختی ایجاد نکند اما باعث افزایش مطلوب استحکام تسلیم شود.
همچنین، آن دسته از فولادهای آلیاژی که حاوی یک یا چند عنصر تشکیل دهنده کاربید هستند (کروم، مولیبدن، وانادیم و تنگستن) قادر به سخت شدن ثانویه هستند، یعنی ممکن است در اثر تمپرینگ تا حدی سخت شوند.
برگشت دادن یک عملیات حرارتی باستانی است. قدیمی‌ترین نمونهٔ مارتنزیت تمپر شده یک تبر است که در جلیل یافت شده‌است، که مربوط به ۱۱۰۰ تا ۱۲۰۰ سال قبل از میلاد است. این فرایند در سراسر جهان، از آسیا تا آفریقا استفاده می‌شده‌ است. در این مدت زمان روش‌های بسیاری برای خنک کردن قطعه برای کوئنچ کردن آن امتحان شده‌اند، مانند کوئنچ کردن با پیشاب، خون یا فلزاتی مانند جیوه یا سرب، اما فرایند برگشت دادن نسبتاً در طول زمان تغییری نکرده‌است. این فرایند اغلب با کوئنچ کردن اشتباه گرفته می‌شده و یک اصطلاح برای توصیف هر دو فرایند مورد استفاده بوده‌است. در سال ۱۸۸۹ میلادی، سر ویلیام چندلر رابرتز آستین نوشته‌است :"هنوز لغات "آب دیدن"،"برگشت دادن" و"سخت کردن"، حتی در نوشته‌های منابع برجسته، گیج کننده هستند. من برگشت دادن را به عنوان نرم کردن معرفی می‌کنم."

## متغیرهای اصلی
متغیرهای مرتبط با تمپرینگ که بر ریزساختار و خصوصیات مکانیکی یک فولاد تمپرشده تأثیر می‌گذارند عبارتند از:
- دمای تمپرینگ
- زمان نگهداری قطعه در دما
- نرخ خنک کاری از دمای تمپرینگ
- ترکیب شیمیایی فولاد، شامل درصد کربن، درصد عناصر آلیاژی و سایر عناصر

فرایند تمپرینگ وابستگی زیادی به رابطه دما و زمان دارد. انتخاب نامناسب این متغیرهای فرایند می‌تواند باعث تردی ناشی از تمپرینگ، تنش زدایی ناکارامد، خواص مکانیکی نامطلوب، و تبدیل آستنیت باقی مانده شود. دما و زمان همچنین متغیرهای وابسته به هم هستند. در داخل محدوده، کاهش دما و افزایش زمان می‌تواند نتایج مشابهی با افزایش دما و کاهش زمان داشته باشد. با این حال باید توجه داشت که تغییرات جزئی در دما می‌تواند تأثیر زیادی بر روی فرایند تمپرینگ داشته باشد در حالیکه تغییرات جزئی در زمان تأثیر چندانی بر روی فرایند ندارد.
مانند بسیاری از فرایندهای عملیات حرارتی دیگر، «درجه حرارت تمپرینگ» بسیار مهم‌تر از «زمان تمپرینگ» است. توزیع و اندازه کاربیدها به شرایط تمپرینگ بستگی دارد. به عنوان مثال، در دماهای تمپرینگ پایین، ریزساختار هنوز مارتنزیتی است، و ساختار سوزنی (acicular needle) آن، با شروع کاربیدها، از نوک آن شروع به گرد شدن می‌کند. در مقابل، یک ماتریس فریتی با پراکندگی خوب کاربیدها نتیجه نهایی تمپرینگ دما-بالا است. از ریزساختار حاصل اغلب به عنوان «مارتنزیت تمپرشده» یاد می‌شود با اینکه ریزساختار فولادهای تمپرشده معمولاً حاوی مارتنزیت نیست.
در جدول زیر اثر دمای تمپرینگ مختلف بر روی میزان سختی برخی فولادهای کوئنچ شده آورده شده‌است (برای جدول کامل به مرجع رجوع کنید.):
| سختی، بر حسب HRC، پس از ۲ ساعت تمپرینگ در دمای (بر حسب درجه سلسیوس): | سختی، بر حسب HRC، پس از ۲ ساعت تمپرینگ در دمای (بر حسب درجه سلسیوس): | سختی، بر حسب HRC، پس از ۲ ساعت تمپرینگ در دمای (بر حسب درجه سلسیوس): | سختی، بر حسب HRC، پس از ۲ ساعت تمپرینگ در دمای (بر حسب درجه سلسیوس): | سختی، بر حسب HRC، پس از ۲ ساعت تمپرینگ در دمای (بر حسب درجه سلسیوس): | سختی، بر حسب HRC، پس از ۲ ساعت تمپرینگ در دمای (بر حسب درجه سلسیوس): | سختی، بر حسب HRC، پس از ۲ ساعت تمپرینگ در دمای (بر حسب درجه سلسیوس): | سختی، بر حسب HRC، پس از ۲ ساعت تمپرینگ در دمای (بر حسب درجه سلسیوس): | سختی، بر حسب HRC، پس از ۲ ساعت تمپرینگ در دمای (بر حسب درجه سلسیوس): | سختی، بر حسب HRC، پس از ۲ ساعت تمپرینگ در دمای (بر حسب درجه سلسیوس): | سختی، بر حسب HRC، پس از ۲ ساعت تمپرینگ در دمای (بر حسب درجه سلسیوس): | سختی، بر حسب HRC، پس از ۲ ساعت تمپرینگ در دمای (بر حسب درجه سلسیوس):                                              |
| گرید                                                                 | درصد کربن                                                            | ۲۰۵                                                                  | ۲۶۰                                                                  | ۳۱۵                                                                  | ۳۷۰                                                                  | ۴۲۵                                                                  | ۴۸۰                                                                  | ۵۴۰                                                                  | ۵۹۵                                                                  | ۶۵۰                                                                  | عملیات حرارتی |
| -------------------------------------------------------------------- | -------------------------------------------------------------------- | -------------------------------------------------------------------- | -------------------------------------------------------------------- | -------------------------------------------------------------------- | -------------------------------------------------------------------- | -------------------------------------------------------------------- | -------------------------------------------------------------------- | -------------------------------------------------------------------- | -------------------------------------------------------------------- | -------------------------------------------------------------------- | --- |
| فولادهای کربنی، سختکاری شونده در آب                                  |                                                                      |                                                                      |                                                                      |                                                                      |                                                                      |                                                                      |                                                                      |                                                                      |                                                                      |                                                                      | |
| ۱۰۳۰                                                                 | ۰٫۳                                                                  | ۵۰                                                                   | ۴۵                                                                   | ۴۳                                                                   | ۳۹                                                                   | ۳۱                                                                   | ۲۸                                                                   | ۲۵                                                                   | ۲۲                                                                   | ۹۵ (بر حسب HRB)                                                      | نرماله شده در دمای ۹۰۰ درجه سلسیوس، کوئنچ شده در آب از دمای ۸۳۰–۸۴۵ درجه سلسیوس، نقطه شبنم متوسط ۱۶ درجه سلسیوس   |
| ۱۰۴۰                                                                 | ۰٫۴                                                                  | ۵۱                                                                   | ۴۸                                                                   | ۴۶                                                                   | ۴۲                                                                   | ۳۷                                                                   | ۳۰                                                                   | ۲۷                                                                   | ۲۲                                                                   | ۹۴ (بر حسب HRB)                                                      | نرماله شده در دمای ۹۰۰ درجه سلسیوس، کوئنچ شده در آب از دمای ۸۳۰–۸۴۵ درجه سلسیوس، نقطه شبنم متوسط ۱۶ درجه سلسیوس   |
| ۱۰۵۰                                                                 | ۰٫۵                                                                  | ۵۲                                                                   | ۵۰                                                                   | ۴۶                                                                   | ۴۴                                                                   | ۴۰                                                                   | ۳۷                                                                   | ۳۱                                                                   | ۲۹                                                                   | ۲۲                                                                   | نرماله شده در دمای ۹۰۰ درجه سلسیوس، کوئنچ شده در آب از دمای ۸۳۰–۸۴۵ درجه سلسیوس، نقطه شبنم متوسط ۱۶ درجه سلسیوس   |
| فولادهای آلیاژی، سختکاری شونده در آب                                 |                                                                      |                                                                      |                                                                      |                                                                      |                                                                      |                                                                      |                                                                      |                                                                      |                                                                      |                                                                      | |
| ۳۱۳۰                                                                 | ۰٫۳                                                                  | ۴۷                                                                   | ۴۴                                                                   | ۴۲                                                                   | ۳۸                                                                   | ۳۵                                                                   | ۳۲                                                                   | ۲۶                                                                   | ۲۲                                                                   | ۱۶                                                                   | نرماله شده در دمای ۹۰۰ درجه سلسیوس، کوئنچ شده در آب از دمای ۸۰۰–۸۱۵ درجه سلسیوس، نقطه شبنم متوسط ۱۶ درجه سلسیوس   |
| ۴۱۳۰                                                                 | ۰٫۳                                                                  | ۴۷                                                                   | ۴۵                                                                   | ۴۳                                                                   | ۴۲                                                                   | ۳۸                                                                   | ۳۴                                                                   | ۳۲                                                                   | ۲۶                                                                   | ۲۲                                                                   | نرماله شده در دمای ۸۸۵ درجه سلسیوس، کوئنچ شده در آب از دمای ۸۰۰–۸۵۵ درجه سلسیوس، نقطه شبنم متوسط ۱۶ درجه سلسیوس   |
| ۸۶۳۰                                                                 | ۰٫۳                                                                  | ۴۷                                                                   | ۴۵                                                                   | ۴۳                                                                   | ۴۲                                                                   | ۳۸                                                                   | ۳۴                                                                   | ۳۲                                                                   | ۲۶                                                                   | ۲۲                                                                   | نرماله شده در دمای ۸۸۵ درجه سلسیوس، کوئنچ شده در آب از دمای ۸۰۰–۸۵۵ درجه سلسیوس، نقطه شبنم متوسط ۱۶ درجه سلسیوس   |
| فولادهای آلیاژی، سختکاری شونده در روغن                               |                                                                      |                                                                      |                                                                      |                                                                      |                                                                      |                                                                      |                                                                      |                                                                      |                                                                      |                                                                      | |
| ۱۳۴۰                                                                 | ۰٫۴                                                                  | ۵۷                                                                   | ۵۳                                                                   | ۵۰                                                                   | ۴۶                                                                   | ۴۴                                                                   | ۴۱                                                                   | ۳۸                                                                   | ۳۵                                                                   | ۳۱                                                                   | نرماله شده در دمای ۸۷۰ درجه سلسیوس، کوئنچ شده در روغن از دمای ۸۳۰–۸۴۵ درجه سلسیوس، نقطه شبنم متوسط ۱۶ درجه سلسیوس |
| ۳۱۴۰                                                                 | ۰٫۴                                                                  | ۵۵                                                                   | ۵۲                                                                   | ۴۹                                                                   | ۴۷                                                                   | ۴۱                                                                   | ۳۷                                                                   | ۳۳                                                                   | ۳۰                                                                   | ۲۶                                                                   | نرماله شده در دمای ۸۷۰ درجه سلسیوس، کوئنچ شده در روغن از دمای ۸۳۰–۸۴۵ درجه سلسیوس، نقطه شبنم متوسط ۱۶ درجه سلسیوس |
| ۵۱۵۰                                                                 | ۰٫۵                                                                  | ۵۷                                                                   | ۵۵                                                                   | ۵۲                                                                   | ۴۹                                                                   | ۴۵                                                                   | ۳۹                                                                   | ۳۴                                                                   | ۳۱                                                                   | ۲۸                                                                   | نرماله شده در دمای ۸۷۰ درجه سلسیوس، کوئنچ شده در روغن از دمای ۸۳۰–۸۷۰ درجه سلسیوس، نقطه شبنم متوسط ۱۳ درجه سلسیوس |

همان‌طور که از داده‌های جدول نیز مشهود است، افزایش دمای تمپرینگ باعث کاهش سختی هم در فولادهای کربنی و هم در فولادهای آلیاژی می‌شود. برخلاف مارتنزیت (که در آن فقط درصد کربن بر روی سختی مارتنزیت تأثیر می‌گذارد)، سختی فولاد آلیاژی کوئنچ و تمپر شده بیشتر از سختی فولاد کربنی کوئنچ و تمپرشده با همان درصد کربن است. تمپرکردن فولادهای آلیاژی خود می‌تواند باعث تولید کاربیدهای آلیاژی شود که حتی از کاربیدآهن (Fe3C) موجود در فولادهای کربنی نیز سخت‌تر هستند. چقرمگی در دمای تمپرینگ بالاتر نیز بهبود می‌یابد، اگرچه در درجه حرارت متوسط یک افت در چقرمگی برای فولادهای کربنی و آلیاژی کاملاً شناخته شده وجود دارد.

### نرخ خنک سازی
عامل دیگری که می‌تواند بر روی خواص فولاد تمپرشده تأثیر بگذارد، نرخ خنک سازی از دمای تمپرینگ است. با اینکه خصوصیات کششی با نرخ خنک سازی ارتباطی ندارد، در صورتی که فولاد به آهستگی از محدوده دمای ۴۵۰–۶۰۰ درجه سلسیوس خنک کاری شود، چقرمگی (که با آزمون ضربه میله شیاردار اندازه گرفته می‌شود) مخصوصاً در فولادهای حاوی عناصر تشکیل دهنده کاربید، ممکن است کاهش یابد. تغییر طول و کاهش در سطح مقطع نیز ممکن است تحت تأثیر قرار بگیرد. به این پدیده "تردی ناشی از تمپرینگ" گفته می‌شود.

## دمای تمپرینگ و مراحل آن
همان‌طور که سال‌ها شناخته شده‌است، دما فاکتور اصلی در فرایند تمپرینگ است، زیرا تغییرات در ریزساختار با افزایش دما تسریع می‌شوند. برای فولادهای کربنی یا کم آلیاژ، پنج محدوده دمایی عملی زیر که توسط Grossmann و Bain پیشنهاد شده‌اند، هنوز هم در بحث در مورد فرایند تمپرینگ مناسب هستند:
- تبرید، که کم و بیش و معمولاً مقدار زیادی از آستنیت حفظ شده را به مارتنزیت تبدیل می‌کند.
- گرم کردن در محدوده ۹۵ تا ۲۰۵ درجه سلسیوس، که در آن، بسته به درجه دما، مارتنزیت به‌طور پیوسته شکل مکعب مستطیلی خود را از دست داده و تبدیل به مکعب مربعی می‌شود، و اولین رسوب کاربید انتقالی رخ می‌دهد. (غیر از کاربید آهن)
- گرم کردن در محدوده ۲۳۰ تا ۳۷۰ درجه سلسیوس، که در این محدوده آستنیت حفظ شده، تجزیه شده، و عمدتاً به صورت دما ثابت (ایزوترمال) به باینایت تبدیل می‌شود (مگر اینکه این آستنیت از قبل توسط تبرید به مارتنزیت تبدیل شده باشد).
- تمپرینگ در محدوده ۳۷۰ تا ۵۴۰ درجه سلسیوس، که باعث تولید کاربید از نوع کاربید آهن یا سمنتیت (Fe3C) می‌شود.
- تمپرینگ در محدوده ۵۴۰ الی ۷۰۵ درجه سلسیوس. در فولادهای کربنی ساده، در این محدوده دما، فقط تجمع بیشتر سمنتیت وجود دارد، اما در فولادهای آلیاژی که حاوی عناصر تشکیل دهنده کاربید هستند، تمپرکردن تا این محدوده دمایی باعث شکل‌گیری اولین پراکندگی‌های بسیار ریز از کاربیدهای غنی از آلیاژ می‌شود. اعتقاد بر این است که این پدیده به دلیل انحلال مجدد سمنتیت و رسوب همزمان کربن به عنوان کاربید خاص حاوی آلیاژ اتفاق می‌افتد. این واکنش اغلب منجر به تأخیر قابل توجه در روند نرم شدن می‌شود-گاهی حتی باعث افزایش سختی می‌شود- و معمولاً به آن "سخت شدن ثانویه" می‌گویند.

به محدوده‌های دمایی ذکر شده در بالا، گاهی "مرحله" نیز گفته می‌شود، که در اصل محدوده‌های نسبتاً متمایز دمای تغییر در ریزساختارها است. این محدوده‌های دمایی تا حدودی فرضی است، چرا که امکان همپوشانی گسترده‌ای در آنها وجود دارد. این همپوشانی به این دلیل است که واکنش‌ها با گرمایش قطعه تا دماهای بالا و بالاتر به صورت پیوسته رخ می‌دهند. با این حال مراحل توسط مقاله‌ها و تحقیقات مختلفی به صورت زیر از هم تفکیک شده‌اند:
- مرحله ۱: تشکیل کاربیدهای انتقالی و کاهش درصد کربن مارتنزیت به ۰٫۲۵٪ (به‌طور معمول از حدود ۱۰۰ تا ۲۵۰ درجه سلسیوس.
- مرحله ۲: تبدیل آستنیت حفظ شده به فریت و سمنتیت (۲۰۰ تا ۳۰۰ درجه سلسیوس)
- مرحله ۳: جایگزینی کاربیدهای انتقالی و مارتنزیت دما-پایین با سمنتیت و فریت (۲۵۰ تا ۳۵۰ درجه سلسیوس)
- مرحله ۴: رسوب کاربیدهای آلیاژی ریز پراکنده در فولادهای آلیاژ-بالا یا سخت شدن ثانویه.

یافته‌ها همچنین نشان می‌دهد که قبل از مرحله اول تمپرینگ، در هنگام کوئنچ کردن یا نگهداری در دمای محیط، بازآرایی و توزیع دوباره اتم‌های کربن اتفاق می‌افتد، که به آن "خودتمپر شدن" (autotempering) یا "کوئنچ تمپرینگ" می‌گویند. سایر تغییرات ساختاری به دلیل بازآرایی اتم‌های کربن قبل از مرحله ۱ تمپرینگ کلاسیک رخ می‌دهند.

## دما و زمان تمپرینگ
زمان و دما هر دو بر پخش شدن کربن و عناصر آلیاژی و در نتیجه میزان تشکیل و خواص کاربید و تمپرینگ تأثیر می‌گذارند. برای ثبات و وابستگی کمتر به تغییرات زمان، قطعات به‌طور کلی برای ۱ تا ۲ ساعت در کوره‌های گازی یا برقی تمپر می‌شوند. یک قانون کلی که توسط Thelning پیشنهاد شده‌است، و استاندارد AMS 2759 نیز آن را برای فولادهای کربنی و کم آلیاژ توصیه کرده‌است، ۱ ساعت به ازای هر ۲۵ میلیمتر (۱ اینچ) ضخامت مقطع است، پس از اینکه بار کوره به یک دمای از پیش تعیین شده برسد. اگر تمپرینگ با گرمایش القایی انجام شود، چرخه تمپرینگ هم به دما و هم به زمان ماندن در آن دما کاملاً حساس خواهد بود.
به‌طور کلی، سختی مورد نظر مشخص است و دمای مورد نیاز از روی منحنی‌ها برای زمان تمپرینگ خاص تعیین می‌شود. با این حال، در نظر گرفتن «تمپرینگ معادل» در طیف گسترده‌ای از ترکیبات دما و زمان مفید است. غالباً، تمپرینگ را می‌توان با تمپرینگ کوتاه مدت در دمای بالاتر نیز انجام داد.

## تغییرات ابعادی در حین تمپرینگ
شبکه کریستالی مکعب مستطیلی مرکز-بدنی مارتنزیت چگالی کمتری از ساختارهای مکعب مربعی مرکز-بدنی فریت دارد. در نتیجه، در حین عملیات تمپرینگ، با تجزیه مارتنزیت چگالی-کمتر به مخلوطی از سمنتیت و فریت، کاهشی در حجم اتفاق می‌افتد. با این حال از آنجایی که پس از کوئنچ کردن قطعه همیشه یک ساختار ۱۰۰٪ مارتنزیتی ایجاد نمی‌شود، با افزایش پیوسته دمای تمپرینگ، ممکن است به دلیل تبدیل آستنیت حفظ شده به فازهای با چگالی کمتر، یک کاهش پیوسته در حجم اتفاق نیفتد.
در فولادهای کربنی ساده و فولادهای کم آلیاژ، آستنیت حفظ شده در تمپرینگ مرحله ۲ به باینیت یا فریت تبدیل می‌شود. این امر منجر به افزایش حجم می‌شود، زیرا آستنیت تراکم بیشتری نسبت به فریت و باینیت دارد. در هنگام تمپرینگ برخی از فولادهای آلیاژی خاص، مقداری از آستنیت حفظ شده در هنگام خنک سازی از دمای تمپرینگ ممکن است تبدیل به مارتنزیت شود. زمانیکه کاربیدهای آلیاژی در هنگام تمپرینگ رسوب می‌کنند، دمای شروع تبدیل آستنیت حفظ شده به مارتنزیت بالاتر رفته، و مقداری از آستنیت حفظ شده ممکن است تبدیل به مارتنزیت شود.